# زیردریایی (فیلم ۲۰۱۰)
زیردریایی (انگلیسی: Submarine) فیلمی در ژانر کمدی درام به کارگردانی ریچارد آیوادی و بن استیلر است که در سال ۲۰۱۰ منتشر شد. از بازیگران آن می‌توان به نوآ تیلور، پدی کانسیداین، کریگ رابرتس و سالی هاوکینز اشاره کرد.